# Herzfelde (Templin)
Herzfelde è una frazione del città tedesca di Templin, nel Brandeburgo.

## Storia
Nel 2003 il comune di Herzfelde venne soppresso e aggregato alla città di Templin.